# Piazza del Duomo (L'Aquila)
(Carlo Emilio Gadda, Le meraviglie d'Italia)
Piazza del Duomo, anche nota come Piazza del Mercato, è la maggiore e la più importante delle piazze dell'Aquila. 
Centro sociale e commerciale della città sin dalla fondazione, sede del mercato dal 1303, si è caratterizzata nei secoli come luogo del potere religioso, in antitesi a piazza del Palazzo, cuore del potere politico. Le sue notevoli dimensioni — circa centoquaranta metri sul lato lungo e settanta su quello corto, per un totale di oltre un ettaro d'ampiezza — la rendono una delle piazze urbane più grandi d'Italia.

## Storia
La storia della piazza s'intreccia con le vicende della fondazione dell'Aquila: la sua conformazione trova origine nella lottizzazione angioina del XIII secolo, probabilmente su un preesistente insediamento di carattere commerciale. La prima testimonianza della piazza, tramandata dall'Anton Ludovico Antinori, risale al 1291 mentre l'insediamento del mercato cittadino è ascrivibile al 1303 e la selciatura dell'area ― per agevolare i traffici commerciali ― risale al 1309.
Nei decenni precedenti, la piazza aveva anche visto l'edificazione della cattedrale dei Santi Massimo e Giorgio, nata in seguito all'unione delle diocesi di Amiterno e diocesi di Forcona avvenuta nel 1257.
La piazza acquisì velocemente importanza parallelamente allo sviluppo della città, che, localizzata lungo la “via degli Abruzzi”, si affermò come uno dei più importanti centri dell'Italia centrale, in particolare per quanto riguardava il commercio della lana e dello zafferano. Si assistette quindi ad una zonizzazione del vasto mercato: i merciai, i droghieri, i mercanti di panni trovarono posto a monte, allo sbocco del corso Vittorio Emanuele, i calzolai a capo piazza ed i pizzicaroli all'innesto dell'attuale corso Federico II; scendendo, allo sbocco di via Patini (originariamente «via dell'Acconcio»), vi erano i conciatori mentre sul lato opposto, all'innesto dell'attuale via dell'Arcivescovado, vi era il mercato del pesce. In quest'ultima zona trovavano posto le Cancelle, particolari case-botteghe chiamate così perché caratterizzate da cancellate per dividere i mercanti dai semplici avventori.
Nel XVII secolo, a ridosso della Cattedrale, fu edificato il grandioso palazzo Arcivescovile che inglobò anche il preesistente oratorio di San Luigi Gonzaga accentuando il carattere religioso della piazza.
In seguito al terremoto dell'Aquila del 1703 la piazza ospitò le baracche dei vari ordini religiosi rimasti senza sede; fra questi vi era la confraternita del Suffragio che, in seguito alla distruzione del proprio oratorio, chiese ed ottenne l'edificazione di una seconda chiesa sulla piazza. L'edificio, denominato popolarmente chiesa delle Anime Sante, fu realizzato tra il 1715 e il 1719, sebbene venne concluso solamente all'inizio del XIX secolo con la realizzazione della cupola ad opera di Giuseppe Valadier. Viceversa il Duomo, anch'esso danneggiato dal sisma, rimase inagibile e privo di facciata per lungo tempo, cosicché nel 1851 si decise di riedificarne il prospetto principale per adeguarlo al nuovo stile neoclassico; l'edificio fu completato solo nel 1928 con l'edificazione delle due torri campanarie.
Nello stesso anno si procedette alla costruzione del palazzo delle Poste, la cui realizzazione necessitò la demolizione delle malfamate Cancelle ed il conseguente trasloco dello storico mercato del pesce; la facciata delle botteghe medievali venne tuttavia ricostruita sull'edificio retrostante il palazzo, lungo via Simeonibus. Nello stesso periodo si completò l'edificazione di Palazzo Federici mentre, negli anni Quaranta venne realizzato il palazzo della Banca d'Italia.

## Descrizione
Di forma quadrangolare, è situata in posizione baricentrica nel centro storico della città, a lato del cardine urbano di corso Vittorio Emanuele. Vi si affacciano tre dei quattro quarti dell'Aquila (quarto di San Giorgio, quarto di San Giovanni e quarto di San Pietro) sebbene la piazza non venga ricompresa in nessuno di questi.
È caratterizzata da un notevole dislivello che termina, a valle, nella cattedrale dei Santi Giorgio e Massimo, edificata a partire dal XIII secolo e più volte rinnovata; ad essa si affianca, dal XVIII secolo, la chiesa di Santa Maria del Suffragio, popolarmente detta delle Anime Sante. Sulla piazza si affacciano inoltre numerosi edifici storici ma nessun palazzo nobiliare; nel medioevo, inoltre, l'area ospitò l'olmo della giustizia dove si svolgevano le esecuzioni capitali.
Dal 2023, la piazza è sottoposta ad un corposo intervento di restyling che ha scatenato numerose critiche da parte di una ampia -anche se non è chiaro se maggioritaria- fetta della cittadinanza, legata alla vecchia piazza anche se caratterizzata da materiali molto meno di pregio (prevalentemente asfalto) e dai posteggi delle macchine. La nuova piazza è lastricata in travertino e le auto sono state portate nel sottosuolo, grazie ad un parcheggio interrato, a favore di verde e panchine.

### Monumenti e luoghi d'interesse

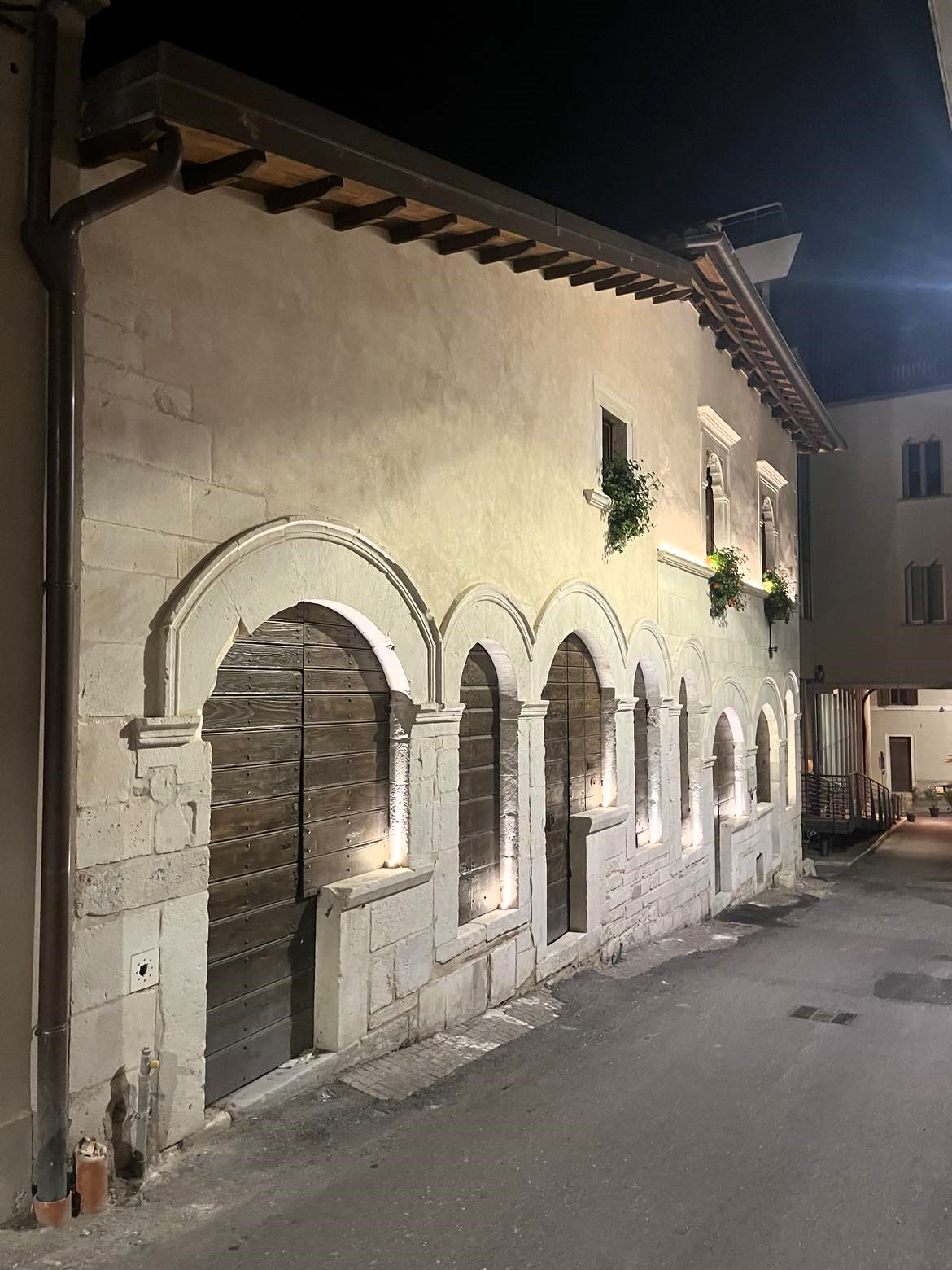
Le Cancelle nella loro posizione attuale, in via Simeonibus.

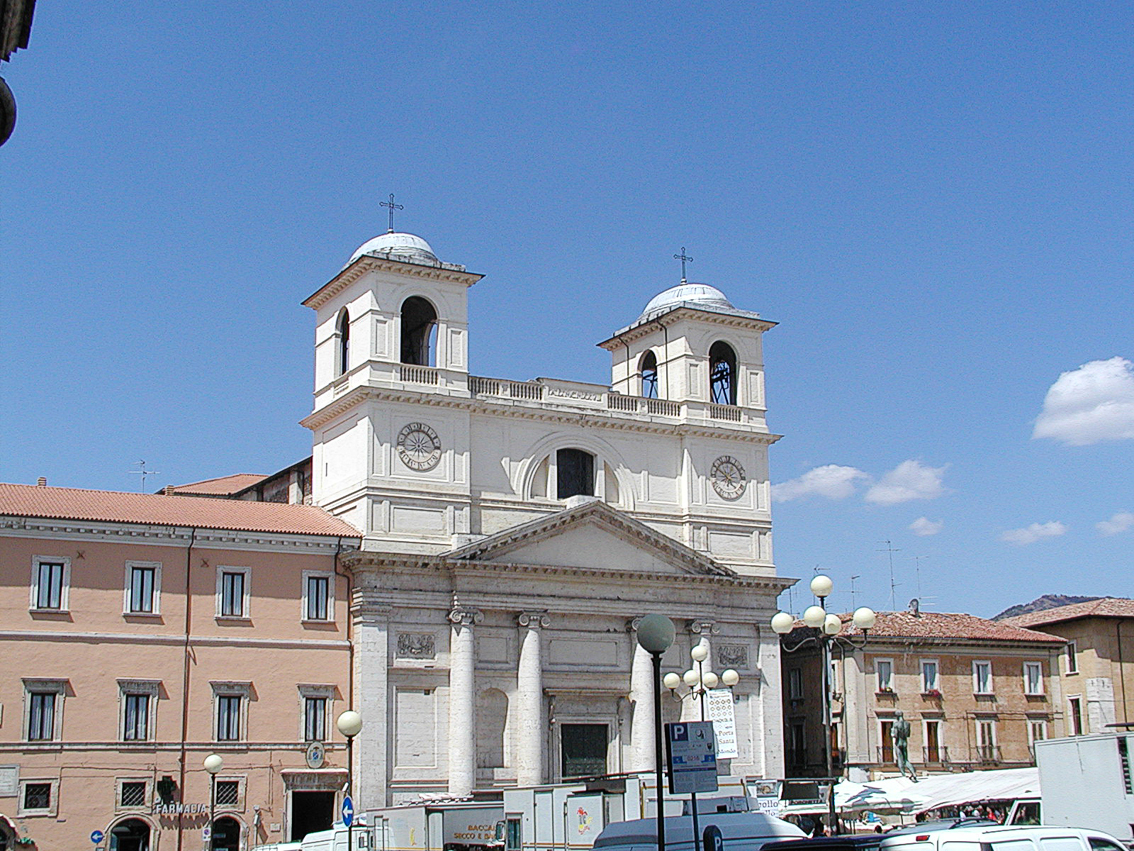
Il Duomo con il palazzo Arcivescovile sulla sinistra.

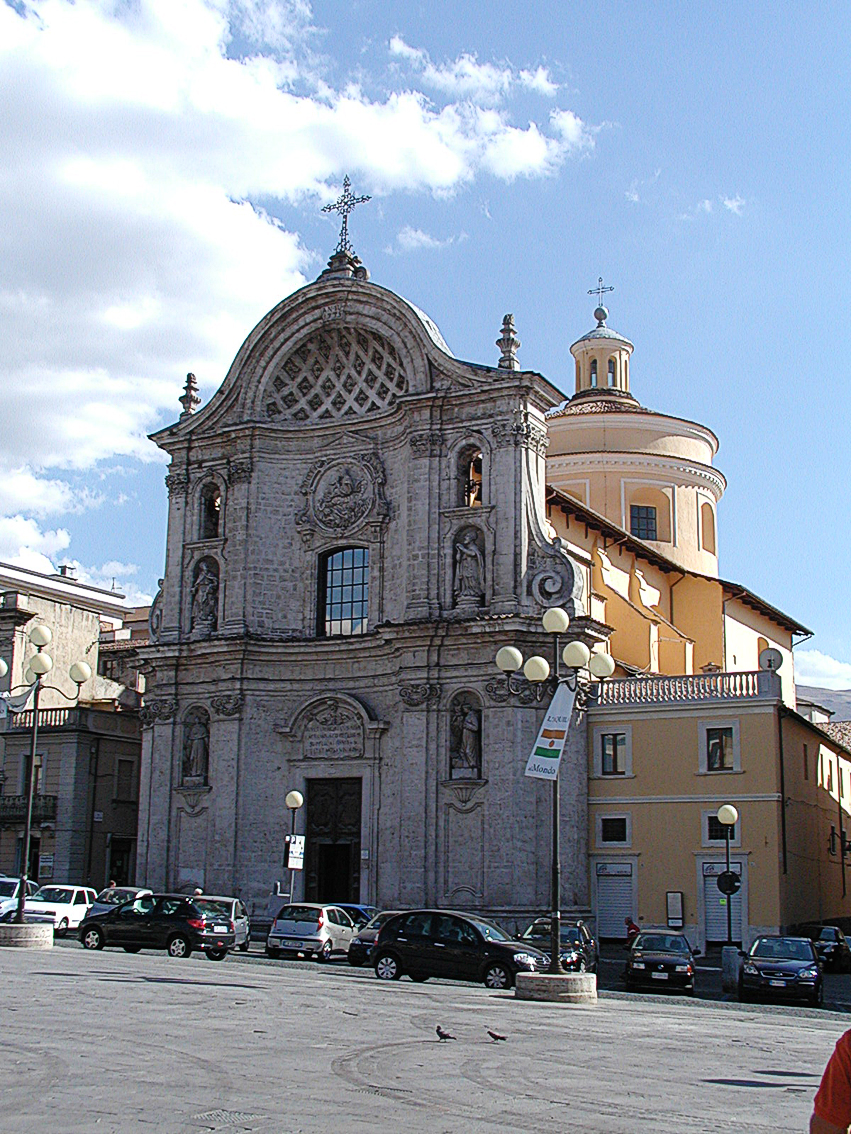
La facciata della chiesa di Santa Maria del Suffragio. Si nota l'asfalto e le auto posteggiate che caratterizzavano la vecchia piazza.

#### Architettura civile
Le CancelleLe Cancelle sono portali in pietra di origine rinascimentale a scopo commerciale. Ogni Cancella presenta due aperture, una ad arco e rialzata sul piano stradale per la vendita e una di fianco più stretta e alta con vano a tutto sesto, chiamata erroneamente Porta del Morto, per l'ingresso nelle abitazioni. Dapprima poste direttamente sulla Piazza, a fianco dell'odierna Chiesa delle Anime Sante, vennero nel Novecento smontate pietra per pietra e ricostruite dietro il Palazzo delle Poste, nell'odierna via Simeonibus.
Palazzo della Banca d'ItaliaOpposto rispetto alla piazza con palazzo Federici, il Palazzo si affaccia su corso Federico II ed è stato realizzato in stile monumentalista eclettico negli anni '40. Anche questo palazzo è caratterizzato da classicismi nell'aspetto e da portici che lungo il lato che affaccia sul corso.
Palazzo BettiEdificio settecentesco opposto al Duomo. L'edificio, racchiuso da due pilastri di marmo bianco, è dotato di balconcino nella parte centrale.
Palazzo FedericiEdificio risalente alla prima metà del XX secolo, questo palazzo eclettico segnò la fine dei lavori sull'asse centrale dell'Aquila. È costituito da portici nella parte inferiore, che è sovrastata da una struttura simmetrica. La simmetria viene marcata da due estremità, coincidenti con i piedritti principali della struttura, di marmo, dotate di balconi.
Palazzo delle PosteIl Palazzo Poste e Telegrafi, o brevemente Palazzo delle Poste, venne edificato nel 1922 sul luogo dove precedentemente sorgevano Le Cancelle; la sua realizzazione comportò anche la demolizione della canonica e della sacrestia dell'adiacente Chiesa delle Anime Sante. L'edificio è anteceduto da una scalinata che porta ai tre portoni d'ingresso in ferro battuto. La facciata presenta due ordini di colonne, ioniche e corinzie, intramezzati da marcapiano e sovrastante cornicione. Il 16 novembre 2016 sono terminati i lavori di ricostruzione del palazzo, che però non ha ripreso la sua funzione originaria.

#### Architettura religiosa
Cattedrale dei Santi Giorgio e MassimoIntitolato ai santi Giorgio e Massimo, il Duomo venne eretto alla fine del Duecento. In stile romanico, presentava tre rosoni di cui il mediano contribuiva ad illuminare l'interno. Distrutto nel terremoto del 1703 e riedificato poco dopo, venne nuovamente restaurato in stile neoclassico nel 1887, nel 1915 a seguito del terremoto di Avezzano e infine nel 1928 anno in cui furono aggiunte le due torri campanarie. L'interno, tardo barocco, un dipinto di Girolamo Cenatiempo raffigurante la Madonna fra i santi Massimo e Giorgio mentre alle pareti sono due affreschi di Donato Teodoro ed un coro ligneo intagliato.
Chiesa di Santa Maria del SuffragioPosta a sinistra del Duomo, sul lato maggiore della piazza, la Chiesa di Santa Maria del Suffragio – detta popolarmente anche "delle Anime Sante" – presenta un'architettura settecentesca di derivazione borrominiana ed è caratterizzata dalla suggestiva facciata concava completata nel 1770 ad opera dell'architetto Carlo Burrati. All'inizio dell'Ottocento la chiesa venne provvista di un'elegante cupola cilindrica, opera di Giuseppe Valadier. Nell'interno, in stile barocco, si può trovare il Sant'Antonio da Padova di Teofilo Patini. La chiesa è rimasta fortemente lesionata dal terremoto del 2009 subendo anche un ampio crollo della cupola ed è stata subito assunta come emblema dei danni causati dal sisma al patrimonio artistico abruzzese.
Palazzo ArcivescovilePalazzo adiacente al Duomo, è la sede dell'Arcidiocesi dell'Aquila che nel 2006 ha festeggiato i 750 anni dalla sua fondazione. Il palazzo, di architettura settecentesca, presenta un suggestivo cortile interno in cui è sito un oratorio intitolato a San Luigi Gonzaga, con dipinti di Pompeo Cesura.

## Curiosità
- La piazza compare stilizzata sulla copertina di Topolino n°2823 del 30 dicembre 2009 dedicata alla città dell'Aquila.[10]